# Ifínoe
D'acord amb la mitologia grega, Ifínoe (en grec antic Ἰφινόη), va ser una de les Prètides, filla del rei de Tirint, Pretos.
Ella i les seves germanes, per voler comparar-se amb Hera, van ser enfollides per la deessa i es creien vaques. El seu pare va cridar l'endeví Melamp, que s'havia ofert per guarir-les a canvi d'un terç del regne, el qual, amb ajuda d'un grup de joves, i fent grans crits i realitzant danses violentes, va perseguir les noies per les muntanyes. Durant la persecució, Ifínoe va morir d'esgotament.
Melamp va guarir les seves germanes.